# Son éclat seul me reste
 (juin 2020).
Son éclat seul me reste est un court récit de Natacha Wolinski paru en 2020.

## Résumé
Un hommage de Natcha Wolinski à son père, Georges Wolinski tué lors de l'attentat contre Charlie Hebdo le 7 janvier 2015 alors qu'elle était en reportage à Singapour. Elle y évoque sa sidération et son deuil.

## Accueil
Yasmine Youssi pour Télérama qualifie le livre de « magnifique ».